# Cristóbal Garcés
Cristóbal Garcés Larrea (Guayaquil, 20 de abril de 1924 - Ibídem, 9 de mayo de 2017) fue un poeta, profesor y crítico literario ecuatoriano.

## Biografía
Nació el 20 de abril de 1924 en Guayaquil, provincia de Guayas. Realizó sus estudios secundarios en el Colegio Nacional Vicente Rocafuerte, donde tuvo profesores como Leopoldo Benites, Raúl Clemente Huerta, Demetrio Aguilera Malta y Enrique Gil Gilbert. Posteriormente se mudó a estudiar a Quito y en 1944 publicó la revista Madrugada junto a los escritores Jorge Enrique Adoum, Galo René Pérez, entre otros. Fue además cercano al Grupo de Guayaquil.
A principios de la década de 1950 viajó a dictar una serie de conferencias en Colombia y conoció al joven escritor Gabriel García Márquez, quien no había publicado ningún escrito en el exterior y le dio un cuento a Garcés para que fuera publicado en Ecuador. Al volver al país, Garcés gestionó la publicación del cuento, titulado «Alguien desordena estas rosas», en el número 5 de la revista Ateneo Ecuatoriano, que apareció en octubre de 1954.
En 1953 conoció además al argentino Ernesto Che Guevara durante su corto paso por Guayaquil. De acuerdo a Garcés, conoció a Guevara debido a que ambos se hospedaban en la misma pensión, ubicada en la Calle Numa Pompilio Llona, y ambos empezaron a conversar de forma seguida sobre literatura y música. Años después, Garcés visitó a Guevara en Cuba cuando este ya se había convertido en un revolucionario. Esta relación de amistad entre Guevara y Garcés fue décadas más tarde ficcionalizada por el escritor Ernesto Carrión en su novela Triángulo Fúser (2023).
Fue el cuarto director de la revista Cuadernos del Guayas, fundada en 1948, y se mantuvo en el puesto hasta su muerte.
Como reconocimiento a su carrera cultural recibió en 2009 la condecoración Carlos Zevallos por parte del núcleo del Guayas de la Casa de la Cultura Ecuatoriana, además de ser homenajeado por un carrete literario organizado por el Instituto Cultural Nuestra América. En 2016, la Casa de la Cultura Ecuatoriana publicó el libro Memorias de cuadernos del Guayas, que además de reunir anécdotas y artículos de la revista, fue publicada como homenaje a la labor de Garcés.
Falleció en Guayaquil el 7 de mayo de 2017.